# Ozod Sharafiddinov
Ozod Obidovich Sharafiddinov (* 1. März 1929 in Oxunqaynar; † 2005 in Taschkent) war ein usbekischer Wissenschaftler, Professor, Publizist, Übersetzer und Chefredakteur der Zeitschrift Jahon adabiyoti. Im Jahr 2002 wurde er mit dem Titel Held Usbekistans ausgezeichnet.

## Leben
Ozod Sharafiddinov wurde am 1. März 1929 in Oxunqaynar geboren. Im Jahr 1951 schloss er das Philologische Fach an der Zentralasiatischen Staatlichen Universität (heute Nationale Universität Usbekistan) ab und absolvierte danach die Aspirantur am Maxim-Gorki-Institut für Weltliteratur in Moskau, wo er erfolgreich seine Dissertation verteidigte.
In den 1960er Jahren trat Ozod Sсharafiddinov mit einem neuen Blick auf die Literaturwelt ein. Insbesondere seine Artikel in literarischen Zeitschriften zu den Problemen der Literatur sowie sein Buch „Zamon. Qalb. Poeziya“ (Zeit, Seele, Poesie) stachen hervor. Von 1996 bis 1997 war er stellvertretender Chefredakteur der Zeitschrift Tafakkur und von 1997 bis zu seinem Lebensende Chefredakteur der Zeitschrift Jahon adabiyoti. Während dieser Zeit bewies er sich als weiser Leiter und talentierter Übersetzer, der einzigartige Werke der Weltliteratur in seinen Übersetzungen veröffentlichte.
Darüber hinaus war er Professor und arbeitete vierzig Jahre lang an der Nationalen Universität Usbekistans. Er beschäftigte sich auch mit der Übersetzung von Weltklassikern, darunter Исповедь (Bekenntnisse) von Lew Nikolajewitsch Tolstoi, Der Alchimist von Paulo Coelho und Остановите самолёт — я слезу (Stoppt das Flugzeug, ich steige aus) von Efraim Sewela.
Ozod Sharafiddinov engagierte sich aktiv in der Schriftstellerei. Trotz schwerer Krankheit schrieb er bemerkenswerte Werke wie Борцы за независимость (Kämpfer für die Unabhängigkeit), Осознание Чулпана, Раздумья на перевале (Nachdenken am Pass), Президент (Präsident), und Счастье познания творчества (Das Glück, Kreativität zu erkennen).
Im Jahr 2005, im Alter von 76 Jahren, verstarb Ozod Sharafiddinov nach langer Krankheit.

## Auszeichnungen
Seine bedeutenden Verdienste wurden durch staatliche Auszeichnungen gewürdigt. Er wurde mit den Titeln Held Usbekistans, Verdienter Wissenschaftler Usbekistans und den Orden Mehnat Shuhrati und Buyuk Hizmatlari Uchun geehrt sowie als Preisträger des Staatspreises zu Ehren von Beruni anerkannt.